# Philoliche neavei
Philoliche neavei är en tvåvingeart som först beskrevs av Austen 1911.  Philoliche neavei ingår i släktet Philoliche och familjen bromsar.
Artens utbredningsområde är Kongo. Inga underarter finns listade i Catalogue of Life.